# Amphithalea imbricata
Amphithalea imbricata är en ärtväxtart som först beskrevs av Carl von Linné, och fick sitt nu gällande namn av George Claridge Druce. Amphithalea imbricata ingår i släktet Amphithalea och familjen ärtväxter. Inga underarter finns listade i Catalogue of Life.